# Atletica leggera maschile ai Giochi della XXXII Olimpiade
Ai Giochi della XXXII Olimpiade di Tokyo 2020 sono stati assegnati 24 titoli nell'atletica leggera maschile.

## Calendario
| Gare         |       |            |              |            |                         |                         |                   |                   |          |    |    |
|              | 100 m | 100 m      |              | 200 m      | 200 m                   | Staffetta 4x100 m       | Staffetta 4x100 m |                   |          | 24 |    |
|              |       | 400 m      | 400 m        |            |                         | 400 m                   | Staffetta 4x400 m | Staffetta 4x400 m |          | 24 |    |
|              | 800 m | 800 m      |              | 1500 m     | 800 m                   | 1500 m                  |                   | 1500 m            |          | 24 |    |
| 3000 m siepi |       |            | 3000 m siepi | 110 m ost. | 110 m ost.              | 110 m ost.              |                   |                   |          | 24 |    |
| 10.000 m     |       |            |              | 5000 m     |                         |                         | 5000 m            |                   |          | 24 |    |
|              |       |            |              |            |                         | Marcia 20 km            | Marcia 50 km      |                   | Maratona | 24 |    |
| Alto         | Asta  | Alto       |              | Asta       |                         |                         |                   |                   |          | 24 |    |
|              | Lungo |            | Lungo        | Triplo     | Giavellotto             | Triplo                  |                   | Giavellotto       |          | 24 |    |
| Disco        | Disco | Martello   |              | Peso       | Martello                | Peso                    |                   |                   |          | 24 |    |
| 400 m ost.   |       | 400 m ost. |              | 400 m ost. | Decathlon (1ª giornata) | Decathlon (2ª giornata) |                   |                   |          | 24 |    |
|              |       |            |              |            |                         |                         |                   |                   |          |    |    |
| Titoli       | 1     | 1          | 2            | 2          | 2                       | 3                       | 6                 | 3                 | 3        | 1  | 24 |

|  | Qualificazioni |  | Finali |

I 200 metri non si disputano più su tre giorni ma su due, dato che batterie e semifinali sono accorpate nello stesso giorno.
I 400 metri, al contrario, si dilatano: tra semifinali e finale intercorrono tre giorni: non era mai successo prima. A Tokyo i 400 metri si possono doppiare con i 200.

Si dilatano anche le due gare con ostacoli:
- 110 ostacoli. A Londra 2012 e a Rio 2016 i tre turni furono accorpati in due giorni mentre a Tokyo si torna a tre giorni;
- 400 ostacoli: gli atleti hanno un giorno di riposo dopo le qualificazioni e un altro giorno dopo le semifinali. In passato era previsto solo un giorno di riposo prima della finale.

Martedì 3 si disputa il primo turno dei 1500 metri, il giorno dopo c'è la finale degli 800 metri e due giorni dopo cade il secondo turno dei 1500. I mezzofondisti sono obbligati a scegliere una delle due.

Le batterie dei 1500 e dei 5000 metri si disputano nello stesso giorno, rendendo di fatto impossibile per un atleta la partecipazione a entrambe le prove, e le due gare di marcia sono programmate in due giorni consecutivi: è la prima volta che accade nella storia della disciplina ai Giochi olimpici.
Anche nei concorsi cambiano alcune scelte fatte a Londra e a Rio: salto in lungo e salto triplo tornano ad avere un giorno di riposo tra qualificazioni e finale. Solo il lancio del disco continua a svolgersi in due giorni consecutivi.
Sono previsti due giorni di riposo tra qualificazioni e finale nel salto con l'asta e nel lancio del martello. Le due specialità si aggiungono al lancio del giavellotto (per il quale i due giorni di pausa sono la consuetudine).

Il getto del peso si svolge in due giornate invece che in una: non succedeva dai Giochi di Mosca 1980.
A Rio de Janeiro quattro finali delle gare su pista si erano disputate di mattina. A Tokyo passano a cinque:
- Salto in lungo (ore 10:20);
- 400 metri ostacoli (12:20);
- Salto triplo (11:00);
- Getto del peso (11:05);
- 110 metri ostacoli (11:55).

Per 400 ostacoli e salto triplo è una conferma.

## Nuovi record
Il record mondiale è, per definizione, anche record olimpico.
| Nuovo record mondiale in       | 1 specialità: | 400 metri ostacoli                           |
| Nuovo record olimpico in altre | 3 specialità: | 1500 metri piani, getto del peso e decathlon |

## Risultati delle gare
| Specialità | Oro | Risultato | Argento                                                                                    | Risultato     | Bronzo                                                          | Risultato | Dettagli            |
| --- | --- | --------- | ------------------------------------------------------------------------------------------ | ------------- | --------------------------------------------------------------- | --------- | ------------------- |
| 100 m | Marcell Jacobs                                                                                                   | 9"80      | Fred Kerley                                                                                | 9"84          | Andre De Grasse                                                 | 9"89      | Classifica completa |
| 200 m | Andre De Grasse                                                                                                  | 19"62     | Kenneth Bednarek                                                                           | 19"68         | Noah Lyles                                                      | 19"74     | Classifica completa |
| 400 m | Steven Gardiner                                                                                                  | 43"85     | Anthony Zambrano                                                                           | 44"08         | Kirani James                                                    | 44"19     | Classifica completa |
| 800 m | Emmanuel Korir                                                                                                   | 1'45"06   | Ferguson Rotich                                                                            | 1'45"23       | Patryk Dobek                                                    | 1'45"39   | Classifica completa |
| 1500 m | Jakob Ingebrigtsen                                                                                               | 3'28"32   | Timothy Cheruiyot                                                                          | 3'29"01       | Josh Kerr                                                       | 3'29"05   | Classifica completa |
| 5000 m | Joshua Cheptegei                                                                                                 | 12'58"15  | Mohammed Ahmed                                                                             | 12'58"61      | Paul Chelimo                                                    | 12'59"05  | Classifica completa |
| 10000 m | Selemon Barega                                                                                                   | 27'43"22  | Joshua Cheptegei                                                                           | 27'43"63      | Jacob Kiplimo                                                   | 27'43"88  | Classifica completa |
| 3000 m siepi | Soufiane el-Bakkali                                                                                              | 8'08"90   | Lamecha Girma                                                                              | 8'10"38       | Benjamin Kigen                                                  | 8'11"45   | Classifica completa |
| 110 m ostacoli | Hansle Parchment                                                                                                 | 13"04     | Grant Holloway                                                                             | 13"09         | Ronald Levy                                                     | 13"10     | Classifica completa |
| 400 m ostacoli | Karsten Warholm                                                                                                  | 45"94     | Rai Benjamin                                                                               | 46"17         | Alison dos Santos                                               | 46"72     | Classifica completa |
| Maratona | Eliud Kipchoge                                                                                                   | 2h08'38"  | Abdi Nageeye                                                                               | 2h09'58"      | Bashir Abdi                                                     | 2h10'00"  | Classifica completa |
| Marcia 20 km | Massimo Stano | 1h21'05"  | Koki Ikeda                                                                                 | 1h21'14"      | Toshikazu Yamanishi                                             | 1h21'28"  | Classifica completa |
| Marcia 50 km | Dawid Tomala | 3h50'08"  | Jonathan Hilbert                                                                           | 3h50'44"      | Evan Dunfee                                                     | 3h50'59"  | Classifica completa |
| Salto in alto | Mutaz Essa Barshim                                                                                               | 2,37 m    | non assegnato                                                                              | non assegnato | Maksim Nedasekaŭ                                                | 2,37 m    | Classifica completa |
| Salto in alto | Gianmarco Tamberi                                                                                                | 2,37 m    | non assegnato                                                                              | non assegnato | Maksim Nedasekaŭ                                                | 2,37 m    | Classifica completa |
| Salto con l'asta | Armand Duplantis                                                                                                 | 6,02 m    | Chris Nilsen                                                                               | 5,97 m        | Thiago Braz da Silva                                            | 5,87 m    | Classifica completa |
| Salto in lungo | Miltiadīs Tentoglou                                                                                              | 8,41 m    | Juan Miguel Echevarría                                                                     | 8,41 m        | Maykel Massó                                                    | 8,21 m    | Classifica completa |
| Salto triplo | Pedro Pichardo                                                                                                   | 17,98 m   | Zhu Yaming                                                                                 | 17,57 m       | Hugues Fabrice Zango                                            | 17,47 m   | Classifica completa |
| Getto del peso | Ryan Crouser | 23,30 m   | Joe Kovacs                                                                                 | 22,65 m       | Tomas Walsh                                                     | 22,47 m   | Classifica completa |
| Lancio del disco | Daniel Ståhl | 68,90 m   | Simon Pettersson                                                                           | 67,39 m       | Lukas Weißhaidinger                                             | 67,07 m   | Classifica completa |
| Lancio del martello | Wojciech Nowicki                                                                                                 | 82,52 m   | Eivind Henriksen                                                                           | 81,58 m       | Paweł Fajdek                                                    | 81,53 m   | Classifica completa |
| Lancio del giavellotto | Neeraj Chopra | 87,58 m   | Jakub Vadlejch                                                                             | 86,67 m       | Vítězslav Veselý                                                | 85,44 m   | Classifica completa |
| Decathlon | Damian Warner | 9018 p.   | Kévin Mayer                                                                                | 8726 p.       | Ashley Moloney                                                  | 8649 p.   | Classifica completa |
| Staffetta 4×100 m | Italia Lorenzo Patta Marcell Jacobs Fausto Desalu Filippo Tortu                                                  | 37"50     | Canada Aaron Brown Jerome Blake Brendon Rodney Andre De Grasse                             | 37"70         | Cina Tang Xingqiang Xie Zhenye Su Bingtian Wu Zhiqiang          | 37"79     | Classifica completa |
| Staffetta 4×400 m | Stati Uniti Michael Cherry Michael Norman Bryce Deadmon Rai Benjamin Trevor Stewart Randolph Ross Vernon Norwood | 2'55"70   | Paesi Bassi Liemarvin Bonevacia Terrence Agard Tony van Diepen Ramsey Angela Jochem Dobber | 2'57"18       | Botswana Isaac Makwala Baboloki Thebe Zibane Ngozi Bayapo Ndori | 2'57"27   | Classifica completa |
| record mondiale; record olimpico; record mondiale stagionale; record africano; record asiatico; record europeo; record nord-centroamericano e caraibico; record sudamericano; record oceaniano; record nazionale; record personale; record personale stagionale. | |           |                                                                                            |               |                                                                 |           |                     |

Statistiche
Dei 20 olimpionici vincitori delle gare individuali di Rio de Janeiro (Usain Bolt e Mohammed Farah vinsero due titoli ciascuno, replicando l'impresa di Londra 2012), solo sei hanno lasciato l'attività agonistica, per un totale di sette ori (Bolt vinse 100 e 200 metri). A queste assenze si aggiungono le seguenti: i campioni di Salto triplo e Lancio del giavellotto sono infortunati; altri sei olimpionici non si sono qualificati o non sono stati selezionati dalla propria nazionale, per un totale di sette titoli (Farah). Il campione dell'Alto non ha partecipato alle selezioni del proprio Paese. L'unico atleta titolato che ha dovuto rinunciare alle Olimpiadi perché positivo al Covid-19 è stato Sam Kendricks (USA), campione del mondo in carica nel Salto con l'asta.

Si presentano a Tokyo per confermare il titolo olimpico solo sei atleti: Wayde van Niekerk (400 m), Matthew Centrowitz (1500 m), Eliud Kipchoge nella maratona, Matej Tóth nella 50 km di marcia, Thiago Braz da Silva, nel Salto con l'asta e Ryan Crouser nel Getto del peso.
Di essi, due riescono a confermarsi: Kipchoge e  Crouser.
Sono cinque i primatisti mondiali che vincono la loro gara a Tokyo, nelle seguenti specialità: 5000 metri, Maratona, 400 ostacoli, Asta e Peso.
 
Van Niekerk (400 m), Kipchoge (maratona) e Crouser (Peso) difendono l'oro olimpico e il record del mondo. I secondi due si confermano campioni. 
Van Niekerk viene eliminato in semifinale, ma il suo record non cade.
Nel 2019 si sono tenuti a Doha (Qatar) i Campionati del mondo di atletica leggera. 
Dei 22 campioni di gare individuali, in 15 si presentano a Tokyo per tentare l'abbinamento con l'oro olimpico. 
Vi riescono solo in quattro: Steven Gardiner (400 m), Karsten Warholm (400 hs), Mutaz Essa Barshim (Alto) 
e Daniel Ståhl (Disco). Rispetto a due anni prima, le misure con le quali si aggiudicano l'oro sono migliori, o uguali, in tre gare su quattro.